# جوکندک
جوکندک جماعت و شهرکی در شمال غربی تاجیکستان است که در ناحیهٔ استروشن ولایت سغد قرار دارد. جمعیت این جماعت ۷٬۵۳۵ نفر است.